# Fabio Tombari
Fabio Tombari (né le 21 décembre 1899 à Fano et mort le 8 juin 1989 à Rio Salso) est un écrivain italien.

## Biographie
Son premier livre, Le cronache di Frusaglia paru en 1927 et réimprimé dès 1929 dans la maison d'édition Vallecchi, obtient le « prix des Dix » (Premio dei Dieci), et permet à son auteur d'accéder à la notoriété. Jusqu'en 1974, le livre connaît une dizaine d'éditions, qui peuvent différer par des ajouts ou des suppressions. 

## Œuvres
- Le cronache di Frusaglia, Ancône, La Lucerna, 1927
- La vita, Milan, Mondadori, 1930
- La morte et l'amore, Milan, Mondadori,1931
- Le fiabe per amanti, Milan, Mondadori, 1932
- Il libro degli animali, Milan, Mondadori, 1935
- I ghiottoni, Milan, Mondadori, 1939
- I mesi, 1954
- L'incontro, 1960
- Pensione Niagara, 1969
- Il segreto d'oltremare, 1976